# Edward J. McManus

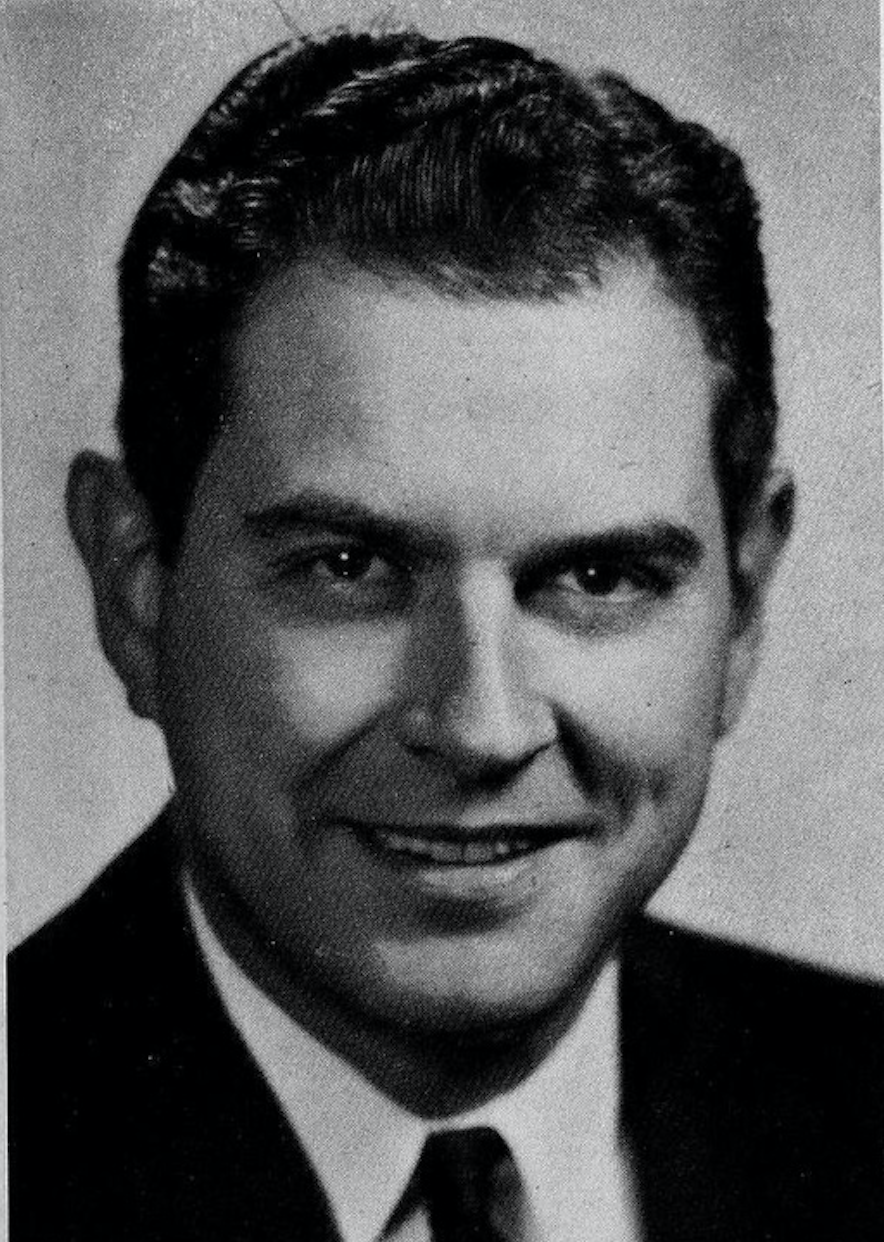
Edward J. McManus (1959) – US-amerikanischer Politiker und Jurist

Edward Joseph „Nick“ McManus (* 9. Februar 1920 in Keokuk, Iowa; † 20. März 2017 in Cedar Rapids, Iowa) war ein US-amerikanischer Politiker und Jurist. Zwischen 1959 und 1961 war er Vizegouverneur des Bundesstaates Iowa; anschließend wurde er Bundesrichter.

## Werdegang
Im Jahr 1940 absolvierte Edward McManus die University of Iowa. Nach einem anschließenden Jurastudium an der gleichen Universität wurde er 1942 als Rechtsanwalt zugelassen. Während des Zweiten Weltkrieges diente er zwischen 1942 und 1946 als Offizier im Fliegerkorps der United States Navy. Anschließend praktizierte er als Anwalt in Keokuk. Von 1946 bis 1955 war er auch juristischer Vertreter dieser Stadt. Außerdem leitete er von 1955 bis 1962 die in Keokuk ansässige Coca Cola Botteling Company.
Politisch schloss sich McManus der Demokratischen Partei an. Zwischen 1955 und 1959 gehörte er dem Senat von Iowa an. 1958 wurde er an der Seite von Herschel C. Loveless zum Vizegouverneur von Iowa gewählt. Dieses Amt bekleidete er zwischen 1959 und 1961. Dabei war er Stellvertreter des Gouverneurs und Vorsitzender des Staatssenats. Im Jahr 1960 kandidierte er erfolglos für das Amt des Gouverneurs. Zwischen 1962 und 1985 war McManus Vorsitzender Richter (Chief Justice) am Bundesbezirksgericht für den nördlichen Distrikt von Iowa. Diese Ernennung erforderte seinen Umzug von Keokuk nach Cedar Rapids. 1985 ging er in den Ruhestand.